# Alessandro De Taddei

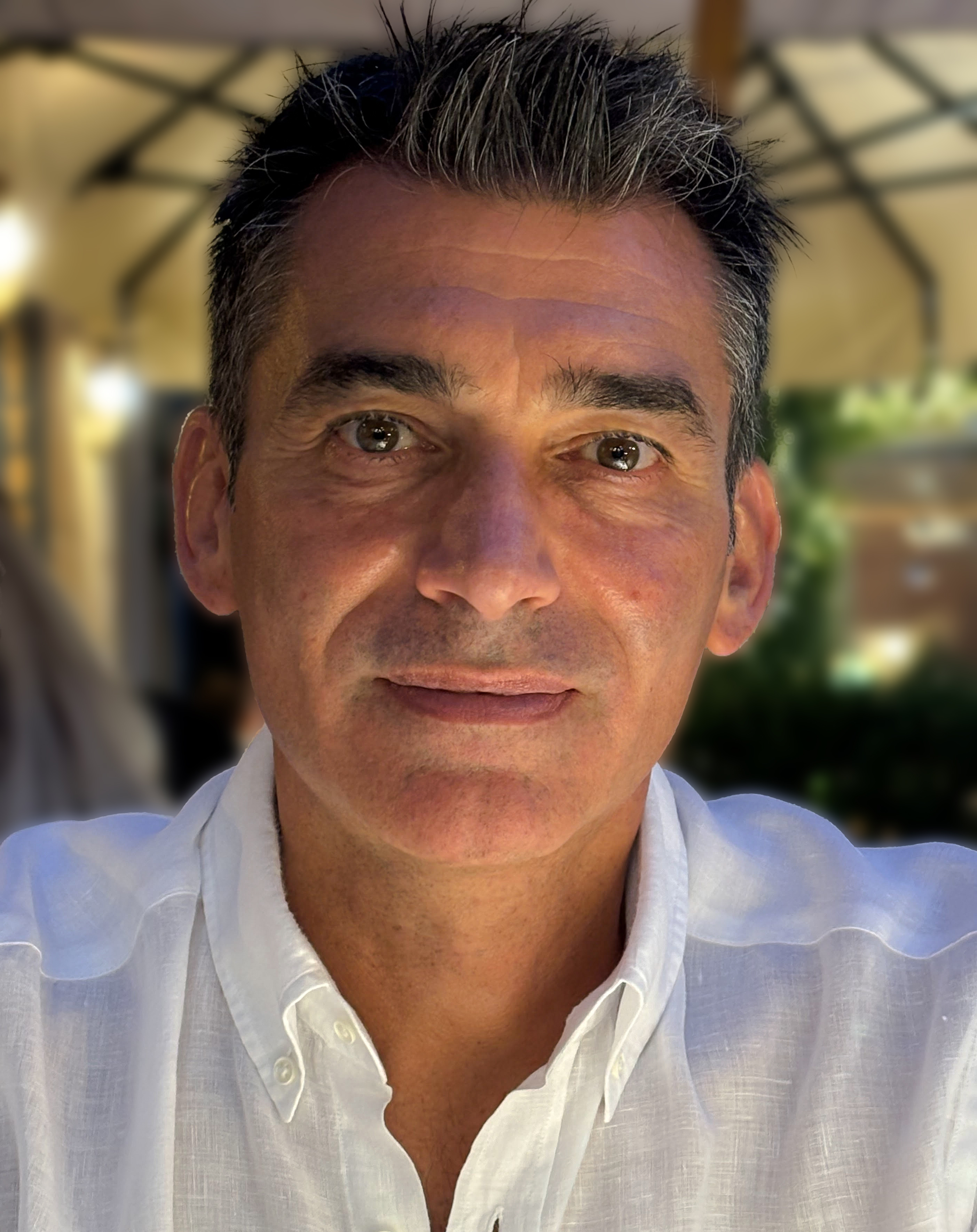
Alessandro De Taddei

Alessandro De Taddei (Cologna Veneta, 25 ottobre 1971) è un ex pattinatore di velocità su ghiaccio italiano.

## Biografia
Nato nel 1971 a Cologna Veneta, in provincia di Verona, a 20 anni ha partecipato ai Giochi olimpici di Albertville 1992, nei 1500 m, arrivando 30º con il tempo di 2'00"86.
2 anni dopo ha preso parte alle sue seconde Olimpiadi, Lillehammer 1994, stavolta in tre gare: 500, 1000 e 1500 m, terminando 29º con il tempo di 37"87 e 30º in 1'15"62 nelle prime 2 gare, ma non concludendo i 1500 m.
Ha vinto numerose gare internazionali quali: Coppa delle Alpi, International Meeting di Klobestein.
Ha detenuto per anni record nazionali j sulle distanze 500 m., 1000 m. 1500 m. 3000 m. e combinata corte distanze e lunghe distanze.
Nel 1992 ad Heerenveen (Olanda) vince il titolo Europeo nei 500 m. 
Nelle stagioni agonistiche 1991/1992 e 1993/1994 partecipa alle gare di Coppa del Mondo, piazzandosi sempre tra i primi 15 posti nei 1500 m e classificandosi per la finale.
Nel 1994 ai Campionati Mondiali Assoluti, pur infortunatosi, riesce a classificarsi in 10ª posizione nei 500 m.
A causa di un grave infortunio al ginocchio, ha chiuso la carriera nel 1994, a 23 anni.
Nel 1994 inizia la carriera da allenatore con una squadra locale. Già dal 1995 ricopre la veste di allenatore della Squadra Nazionale Junior sino al 2003.
Ha cresciuto ed allenato atleti divenuti campioni a livello mondiale tra cui Enrico Fabris, Alessandro Magnabosco, Matteo Anesi e 
Luca Stefani.
Dal 1996 al 2017 ha ricoperto la carica di Direttore Sportivo degli sport del ghiaccio del Gruppo Sportivo Forestale.
Ha fatto parte della commissione tecnica Fisg settore "Velocità" dal 1997 al 2016.
Ha lavorato all'organizzazione di importanti eventi quali:
- Essent ISU World Cup Torino 2005 come "Operation Manager"
- Olimpic Winter Games di Torino 2006 come "Operation Manager"
- Winter Universiade Games Torino 2007 come "Deputy Sport Manager"
- Essente ISU World Cup Torino 2007 come "Sport Manager
- Attualmente riveste la qualifica di "Speed Skating Sport Manager" per le Olimpiadi di Milano Cortina 2026.